# Missionário José Olímpio
José Olímpio Silveira Moraes (Itu, 11 de dezembro de 1956), mais conhecido como José Olímpio é um político brasileiro, ligado à Igreja Mundial do Poder de Deus. É filiado ao Partido Liberal (PL). Foi deputado federal pelo Estado de São Paulo por dois mandatos, entre 2011 e 2019; foi vereador em Itu e São Paulo por múltiplos mandatos.

## Desempenho em eleições
| Ano  | Eleição                | Coligação           | Partido | Candidato a       | Votos         | Votos em Itu             | Resultado |
| ---- | ---------------------- | ------------------- | ------- | ----------------- | ------------- | ------------------------ | --------- |
| 1982 | Municipal de Itu       | PMDB                | PMDB    | Vereador          | —             | 488 (12º)                | Eleito    |
| 1988 | Municipal de Itu       | PMDB                | PMDB    | Vereador          | —             | 847 (2º)                 | Eleito    |
| 1992 | Municipal de Itu       | PMDB                | PMDB    | Vereador          | —             | 775 (6º)                 | Eleito    |
| 1996 | Municipal de São Paulo | PMDB                | PMDB    | Vereador          | —             | —                        | Suplente  |
| 2000 | Municipal de São Paulo | PMDB, PFL           | PMDB    | Vereador          | —             | 30.095 (19º) (São Paulo) | Eleito    |
| 2004 | Municipal de São Paulo | PSB, PMDB           | PMDB    | Vereador          | —             | 6.445 (153º) (São Paulo) | Suplente  |
| 2006 | Estadual de São Paulo  | PMDB                | PMDB    | Deputado Estadual | 35.549 (144º) | 2.329 (5º)               | Suplente  |
| 2008 | Municipal de São Paulo | PP                  | PP      | Vereador          | —             | 28.921 (40º) (São Paulo) | Eleito    |
| 2010 | Estadual de São Paulo  | PP                  | PP      | Deputado Federal  | 160.813 (26º) | 1.499 (8º)               | Eleito    |
| 2014 | Estadual de São Paulo  | PMDB, PROS, PP, PSD | PP      | Deputado Federal  | 154.597 (29º) | 6.540 (4º)               | Eleito    |
| 2018 | Estadual de São Paulo  | PSDB, PSD, DEM, PP  | DEM     | Deputado Federal  | 83.400 (55º)  | 3.685 (5°)               | Suplente  |
| 2020 | Municipal de São Paulo | DEM                 | DEM     | Vereador          | —             | 17.082 (69º) (São Paulo) | Eleito    |
| 2022 | Estadual de São Paulo  | PL                  | PL      | Deputado Federal  | 61.938        | 4.389 (2°)               | Suplente  |